# Zampone

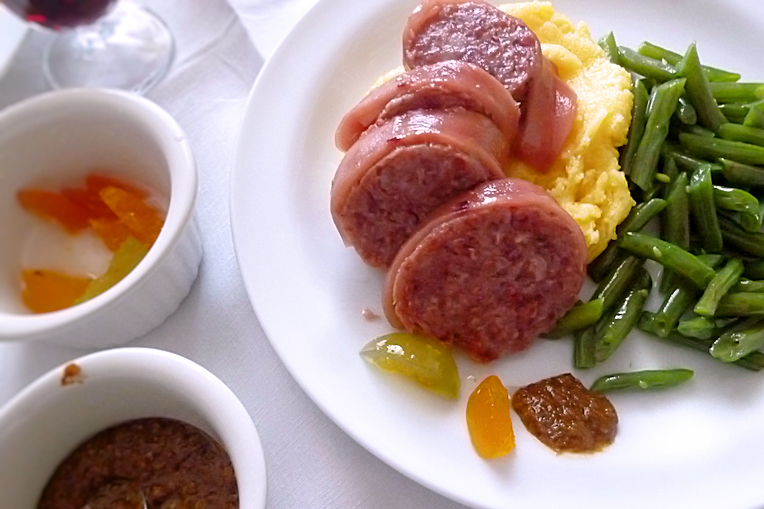
Zampone mit Kartoffelpüree und Bohnen

Zampone (italienisch „großer Fuß“) ist ein gefüllter Schweinsfuß aus der Küche der italienischen Emilia-Romagna und als Zampone Modena in der Europäischen Union seit 1999 ein Produkt mit geschützter geographischer Angabe (g.g.A., italienisch IGP).

## Geschichte
Nach der Überlieferung ist der Zampone 1511 während der Belagerung der Stadt Mirandola durch Papst Julius II. entstanden. Um die wenigen Schweine der Stadt nicht in die Hände der päpstlichen Truppen fallen zu lassen, suchte man nach einer geeigneten Aufbewahrungsmethode, um das Fleisch später verzehren zu können. Einer der Köche der Herrn von Mirandola, der Pico, soll dabei auf die Idee gekommen sein, die mageren Teile des Schweins in die Schwarte (it. cotenna) und in die ausgehöhlten Schweinevorderfüße zu füllen. Aus der ersten Variante entstand Cotechino, aus der zweiten Zampone.
Als Produkt mit geschützter geographischer Angabe darf der Zampone Modena außer in der Emilia-Romagna auch in der Lombardei, mit Ausnahme der Provinz Sondrio, sowie in den Provinzen Verona und Rovigo in Venetien hergestellt werden.
2001 schlossen sich einige Hersteller zu einem Konsortium zusammen, das sich um den Schutz und die Vermarktung des Zampone Modena kümmert.

## Zubereitung
Der Zampone di Modena besteht aus einer fein zerkleinerten, gepökelten Mischung von Schweinefleisch aus quergestreiften Muskeln, Schweinefett und Schwarte. Neben Salz wird die Mischung mit zerstoßenem Pfeffer oder Pfefferkörnern gewürzt. Als Pökel- und Pökelhilfsstoffe sind Natrium- oder Kaliumnitrat, Ascorbinsäure, Zucker oder Zuckerarten, Wein, Wasser, natürliche Aromen, Gewürze und Kräuter zugelassen. Die Mischung wird in die Haut des vorderen Spitzbeins einschließlich der Endglieder gefüllt und am oberen Ende verschnürt.
Das Produkt kann frisch oder vorgekocht vermarktet werden. Frischer Zampone wird zuvor in einem Heißluftofen getrocknet, bevor er in den Verkauf kommt. Bei vorgekochtem Zampone wird der Schweinsfuß in Wasser vorgekocht, luftdicht verpackt und anschließend nochmals thermisch behandelt. Der frische Zampone muss zwei bis drei Stunden in Wasser kochen, bevor er serviert werden kann. Beim vorgekochten Zampone reduziert sich die Kochzeit auf 20 bis 30 Minuten.
Einmal  gekocht und in Scheiben geschnitten, wird der Zampone mit Kartoffelpüree sowie weißen Bohnen oder Linsen serviert. Er ist Bestandteil des Bollito misto und wird wie Cotechino insbesondere in Nord- und Mittelitalien vor allem an Silvester, aber auch an Weihnachten und Neujahr gegessen. Die kulinarische Tradition zum Jahresende geht auf den bäuerlichen Brauch zurück, die Schweine ab Santa Lucia (13. Dezember) zu schlachten und das Fleisch zu verarbeiten.

Verschiedene Zubereitungsstadien des Zampone
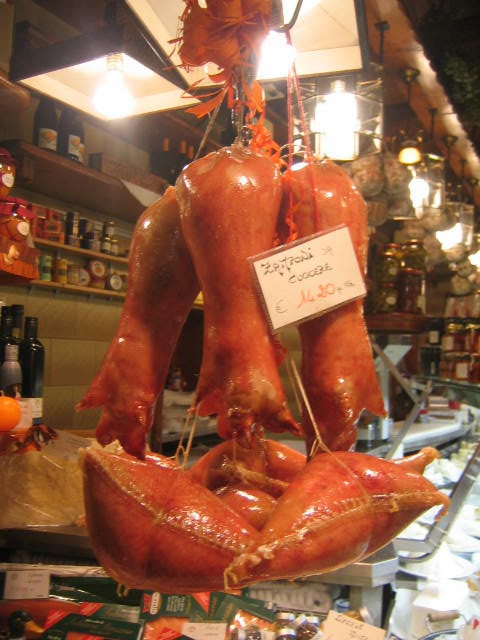
Frischer Zampone in der Auslage eines Geschäfts
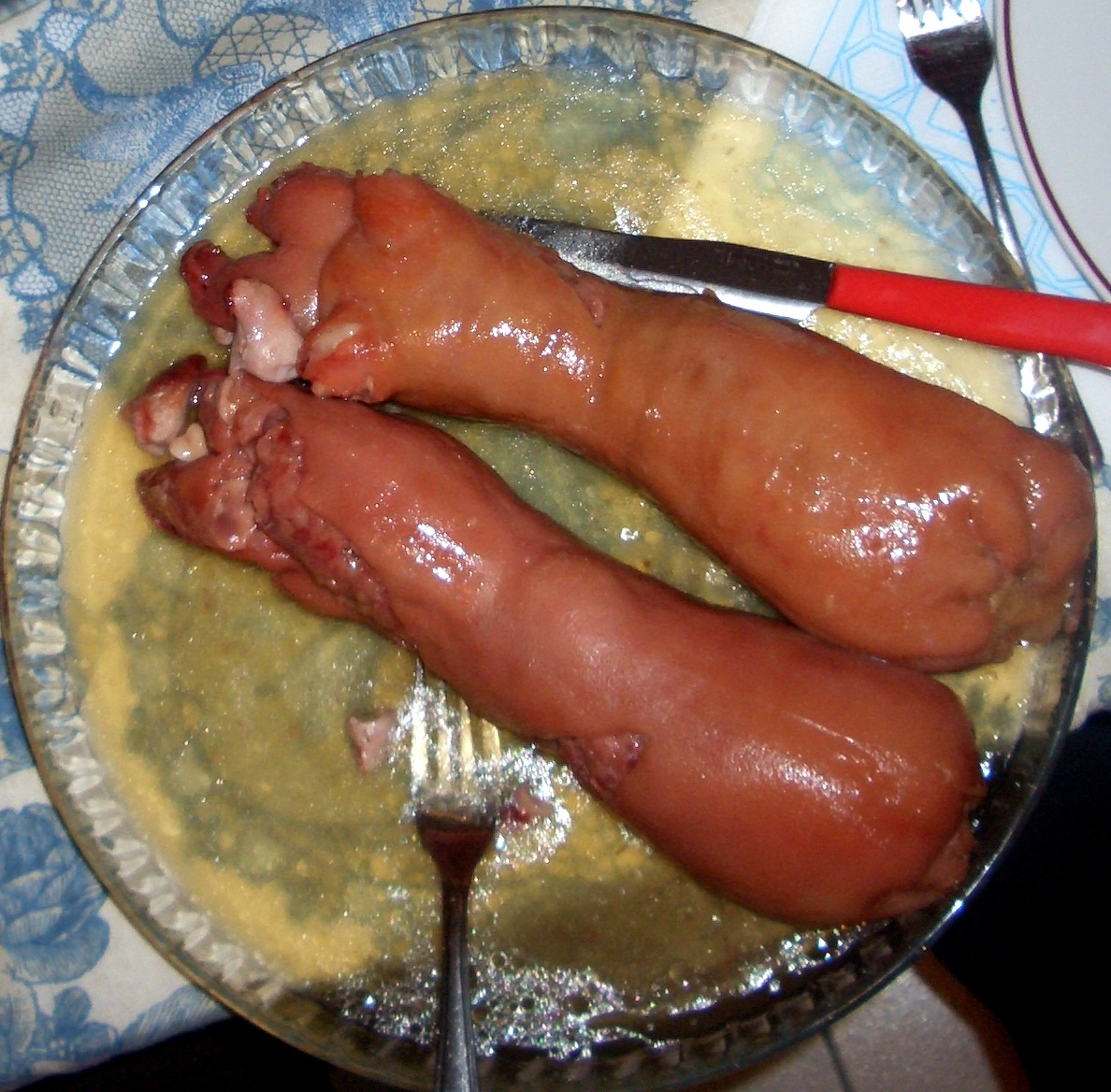
Fertiggekochter, noch nicht aufgeschnittener Zampone